# Die tätowierte Dame
Die tätowierte Dame (The Tattooed Lady oder auch The Carnival Ladie) ist eine gebräuchliche Bezeichnung für großflächig tätowierte Frauen, die als darstellende Künstlerinnen ab den 1890er Jahren vornehmlich in Varietéveranstaltungen auftraten und ihre Tätowierungen freizügig zur Schau stellten. 
Die Motive waren zumeist zeitgenössisch. So trug z. B. Ethel Martin Vangi (1898–1977), die als Lady Viola auftrat, auf ihrer Brust Tattoos mit Porträts der US-Präsidenten Woodrow Wilson, George Washington und Abraham Lincoln. Auf ihrem linken Oberschenkel war sie mit Abbildungen von damals populären Figuren, wie Babe Ruth und Charlie Chaplin, tätowiert. In einer Zeit, in der die Massenmedien noch nicht geboren waren, war ein großflächig tätowierter weiblicher Körper und dessen ungehinderter Anblick ein äußerst spektakuläres Erlebnis und stellte für die Zuschauer eine echte Sensation dar. Die Sprechstallmeister und Koberer der Veranstaltungen erfanden stetig neue Anreißer, wie z. B. „Hier zu sehen ist die schönste Gemäldeausstellung der Welt“; „Sehen Sie La bella Angora, die Königin der Tätowierten“.
Der Begriff findet auch im Schauspiel und in der Musik Verwendung.

## Geschichte
Aus den tätowierten Schaustellerinnen, die auch als carnival ladies in Freakshows und in sogenannten Dime Museums des späten 19. Jahrhunderts auftraten, wurden ab der Jahrhundertwende die sogenannten tätowierten Damen der Varietés.
Zu diesen frühen tätowierten Schaustellerinnen zählt die in England geborene Nora Hildebrandt (* 1857 als Nora Keaton; † 1893). Sie hatte jedoch nur eine ziemlich kurzlebige Karriere beim Zirkus Barnum & Bailey, wo sie sich auf der Bühne präsentierte. Ihre Tätowierungen stammen von dem deutschen Matrosen und Tätowierer Martin Hildebrandt (* 1825; † 16. Januar 1890), der später Noras Lebensgefährte wurde. „Old“ Martin Hildebrandt machte sich einen Namen mit der Tätowierung einiger der frühesten tätowierten Attraktionen, die für das Bunnell’s Dime Museum in der Bowery geschaffen wurden.
Irene Woodward (1857–1915), die als La Belle Irene auftrat, nahm schon bald den Platz von Nora Hildebrandt ein, da das Management sie für attraktiver hielt. Woodward wurde am 24. August 1857 als Ida Levina Lisk geboren, sie entstammte einer Arbeiterfamilie, der Vater war Schuhmacher. Am 22. Oktober 1877 heiratete sie in Philadelphia George E. Woodward. 1890 trat sie in Castans Panopticum in Berlin auf. Es gibt in der Literatur einige Unstimmigkeiten darüber, wer die erste öffentlich auftretende tätowierte Dame war – Irene Woodward oder Nora Hildebrandt. Fest steht, es begannen beide im Jahr 1882 mit ihrer öffentlichen Selbstdarstellung. Einige Publikationen führen an, dass die Tätowierungen La Belle Irenes von Samuel O’Reilly und Charlie Wagner aus New York City durchgeführt wurden. Es gibt jedoch auch Meinungen, dass Martin Hildebrandt ihre Tätowierungen erstellt hat. Das Studio von Hildebrandt war nicht weit von O’Reilly und Wagner entfernt und, ob es eine Art Wettrennen zwischen diesen Tätowierern gab, um die erste tätowierte Dame zu produzieren, bleibt offen. Irene kokettierte mit einer ähnlichen mythischen Bühnenbiografie wie Nora. Auch sie wurde – wie Nora – angeblich von ihrem Vater tätowiert. Irene Woodward starb am 9. Oktober 1915 an einem Krebsleiden.
Nora und Irene reisten beide während ihrer Karriere ausgiebig durch die USA. Zusätzlich zu den US-Touren verbrachte Nora mehrere Monate in Mexiko und lebte für längere Zeit in Frankreich und Deutschland. Irene lebte mehrere Jahre in Paris und reiste in ihrer dreißigjährigen Karriere mehrfach nach Deutschland und Russland. Wenn sie mit einem Zirkus auf Tournee ging, verdiente die durchschnittliche tätowierte Dame in der Regel etwa 100 bis 200 Dollar pro Woche, ähnlich wie die Top-Darsteller, die Berichten zufolge zwischen 125 und 250 Dollar pro Woche verdienten, je nach Show, ihren Fähigkeiten und der Popularität ihrer Nummer. Im Vergleich dazu verdiente der durchschnittliche arbeitende Mann oder die arbeitende Familie um die Jahrhundertwende etwa 5 bis 12 Dollar pro Woche.
Der rasche Aufstieg der Massenunterhaltung ermöglichte es einigen der tätowierten Damen, überdurchschnittlich erfolgreich zu werden und zu den ersten Frauen zu gehören, die in den USA des auslaufenden 19. Jahrhunderts, als Frauenrechte gerade erst zu einem dringenden Thema wurden, gleichen Lohn und größere soziale Freiheit genossen. Nora und Irene schufen nicht nur eine neue Karrieremöglichkeit für Frauen aus der Arbeiterklasse, sondern gehörten zu den ersten freidenkenden Frauenfiguren dieser Zeitspanne.
Die Nora und Irene nachfolgenden tätowierten Damen, wie zum Beispiel Maud Arizona (1888–1963), gehören zu den belegt ersten wirklichen Tattoo-Künstlerinnen mit umfangreicher Fangemeinde und Autogrammkarten. Vergleicht man diese frühen Beispiele tätowierter Frauen mit der Gegenwart, hat sich nicht viel verändert. Im auslaufenden 19. Jahrhundert war es die Bühne einer Freakshow oder die Arena eines Zirkus; heute sind es das Reality-TV und soziale Netzwerke. Bei allen handelt es sich um Unterhaltungsplattformen der jeweiligen zeitgenössischen Kultur. Früher kauften die Besucher der Freakshows Fotografien und Autogrammkarten dieser Damen und legten ganze Sammlungen an. Sie waren quasi die Follower der tätowierten Damen.

„Die Bild-Karten und Plakate der tätowierten Damen der Belle Époque haben bereits ein Jahrhundert überlebt oder sind in bedeutenden Museen ausgestellt. Ob die Instagram-Accounts der neuzeitlichen Tattoo-Models das auch schaffen? … ich wage das zu bezweifeln.“

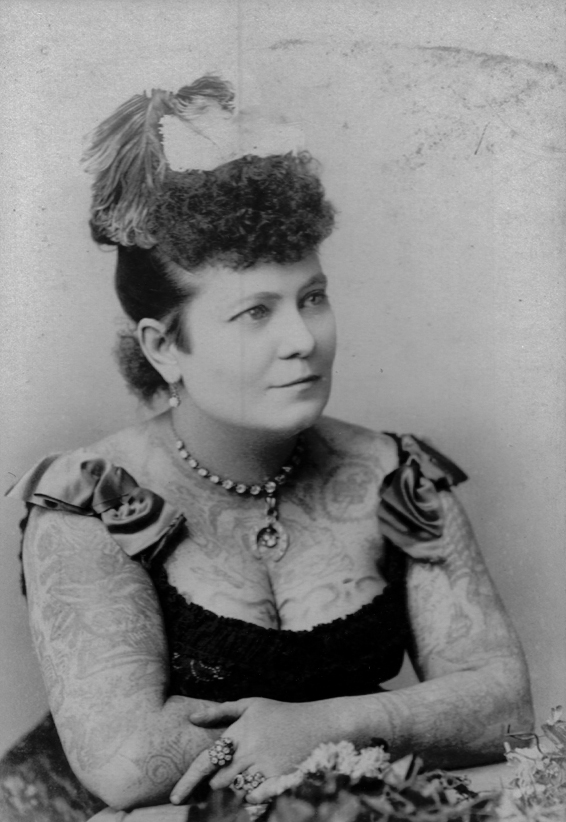
Nora Hildebrandt, etwa 1880
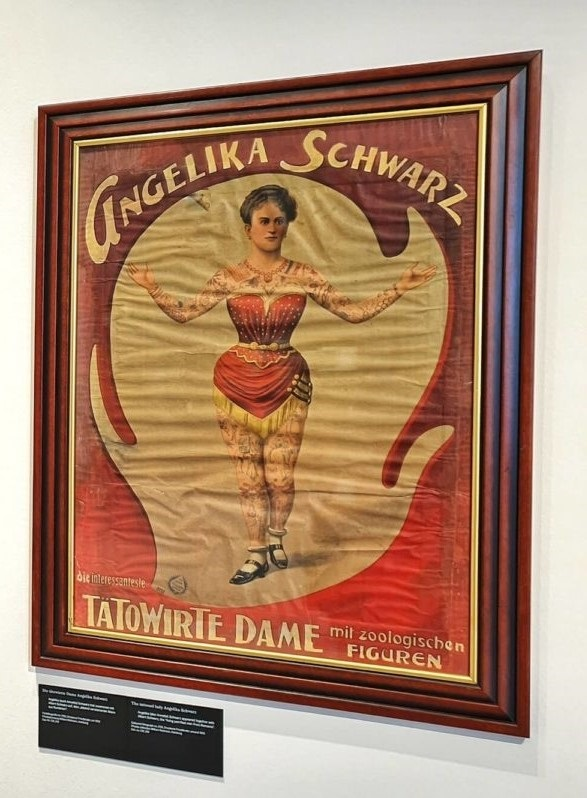
Plakat aus dem Jahre 1909, Angelika Schwarz
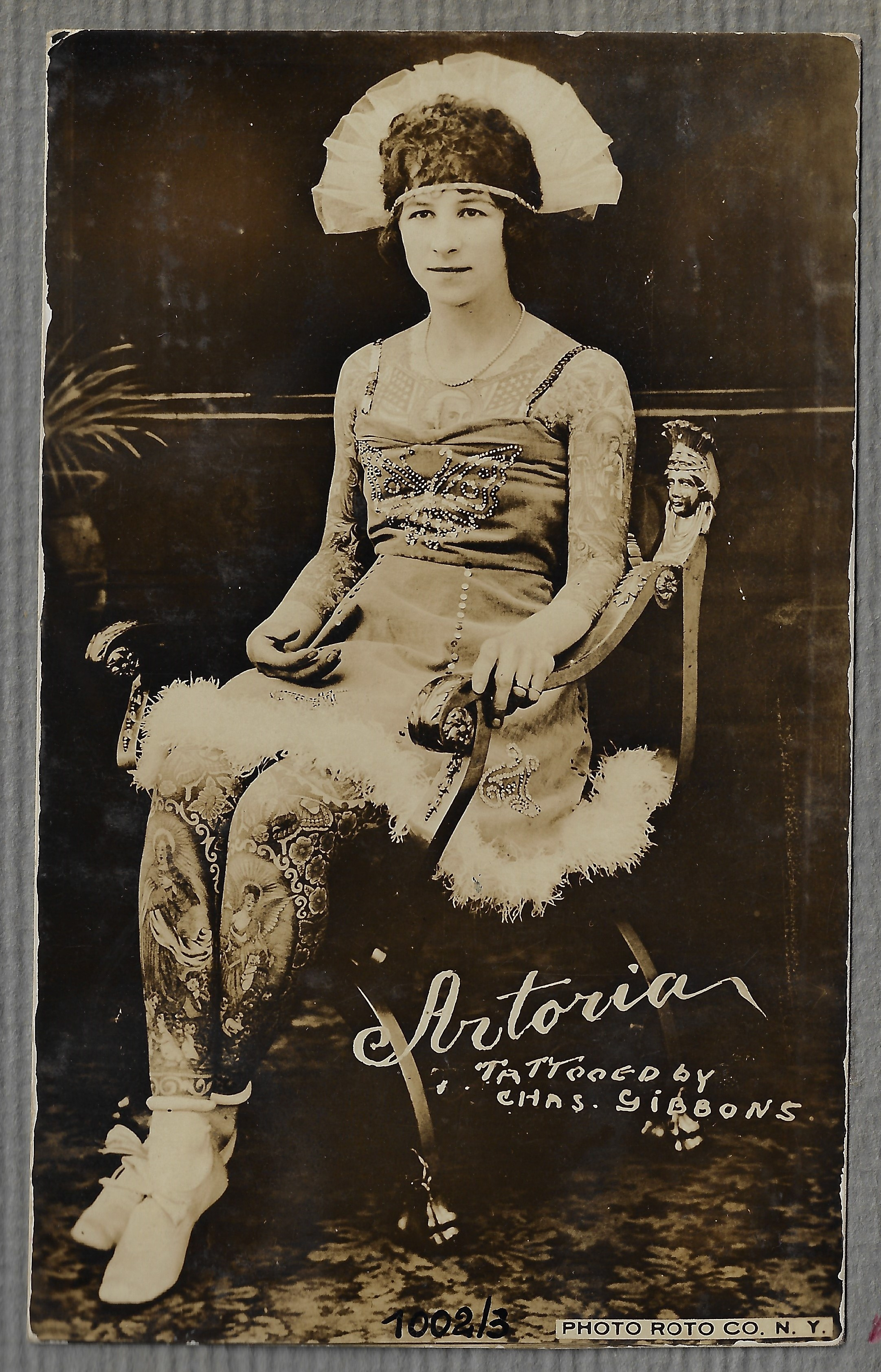
Artoria Gibbons 1921
Maud Arizona 1919

### Die 1930er Jahre

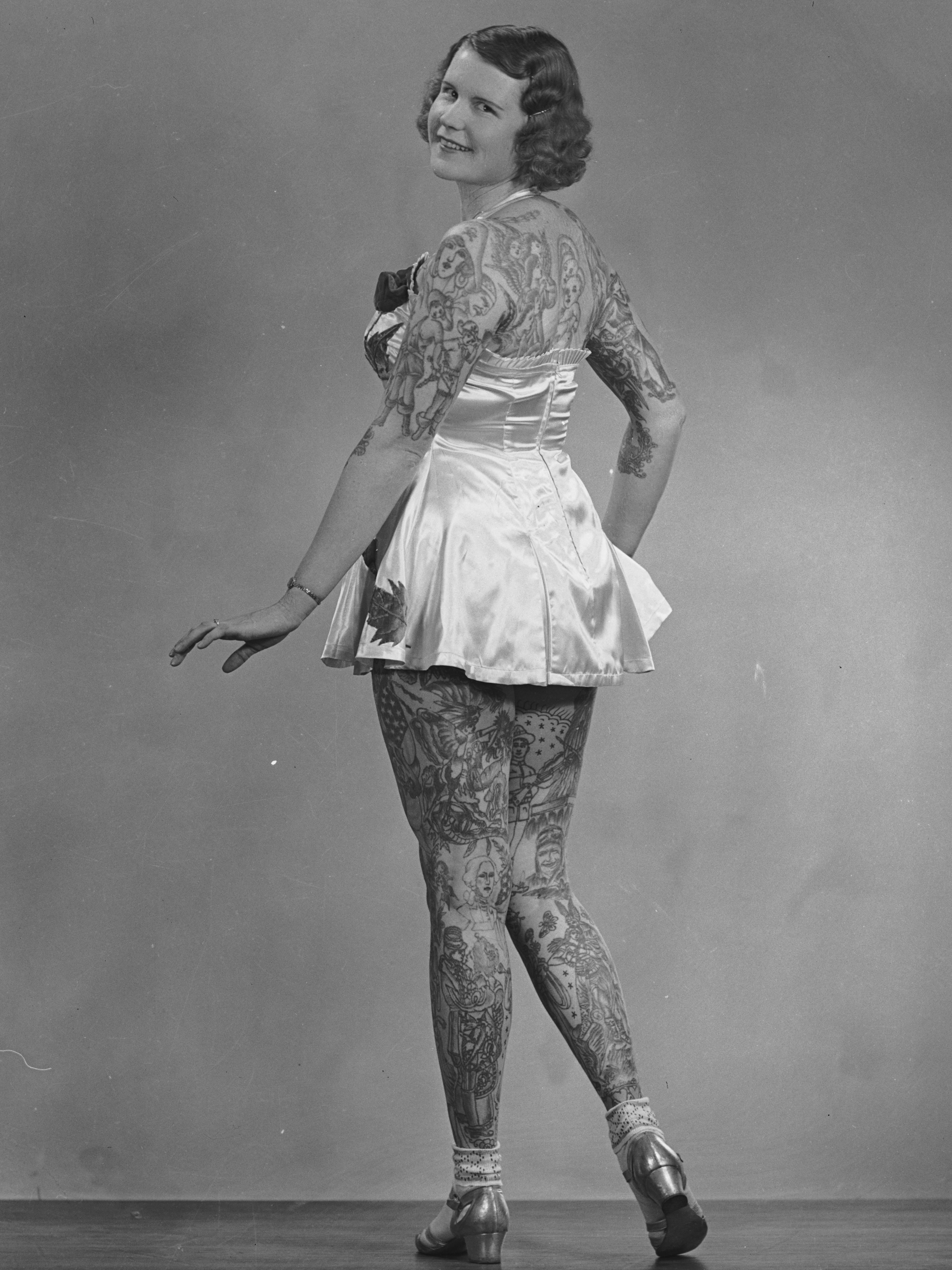
Tattooed Lady Betty Broadbent, 4. April 1938

Sideshow (1941)

Abgesehen von einigen bekannten Damen, wie z. B. die Tattooed Lady Betty Broadbent, konnten viele Darsteller von den Shows und dem Verkauf ihrer Andenken und Werbepostkarten ab den 1930er Jahren allein nicht leben. Deshalb verdingten sich einige tätowierte Damen zusätzlich z. B. als Wahrsagerinnen, Messerwerferinnen, Schlangenbeschwörerinnen oder Akrobatinnen. Die Weltwirtschaftskrise tat ihr übriges.
Die Zeit der tätowierten Schaustellerinnen war, zumindest im deutschsprachigen Raum, abgelaufen. Nach und nach wurden sie aus der Öffentlichkeit verdrängt und mit Auftrittsverboten (wie dem Brachtschen Erlass von 1932) belegt. Reisende Schaustellerinnen wurden als Quasi-Obdachlose verfolgt und oft als asozial oder arbeitsscheu stigmatisiert. Ab 1938 wurde die Unterbringung der sogenannten menschlichen Abnormitäten in Heil- und Pflegeanstalten angeordnet und sie wurden Teil des NS-„Euthanasie“-Programms. Für die Nationalsozialisten waren siamesische Zwillinge, Schlangenmenschen und tätowierte Damen eine Abnormität, die es galt auszugrenzen. Wie viele so als Asoziale gebrandmarkt oder in den KZs ermordet wurden, lässt sich nur vermuten. Eine nationalsozialistische Propagandazeitschrift, die monatlich unter dem Titel Neues Volk erschien, berichtete 1942 unter der Überschrift Wir zeigen Menschenwürde in USA über Tätowierte Damen.

„Diese tätowierte Dame ist ein lehrreiches Beispiel für die Entwürdigung des Menschen und seiner Gefühle, wie sie in den vereinigten Staaten in aller Öffentlichkeit vorgenommen wird.“

### Die 1950er und spätere Jahre
In den 1950er und 1960er Jahren brach das Geschäft für viele Künstler und tätowierte Damen ein, da Zirkusshows und billige Museen aus der Mode kamen. Die Nachkriegszeit vermittelte ein Gefühl der Konformität und Normalität. Tätowierungen verloren an Popularität und wurden aufgrund ihrer langjährigen Verbindung mit kriminellen Aktivitäten erneut stigmatisiert. Die letzten bekannten deutschen Tätowierten Damen, die öffentlich auftraten, waren Charlotte Hoyer und Lyda Akado. Tina Brown führt in Tattoos, Eine illustrierte Geschichte, aus: „Die deutsche Attraktion Lyda Akado wurde als ‚The New Look in Tattoos‘ angepriesen, als sie 1954 mit dem Ringling Bros. Barnum & Bailey Circus (RBB&B) auftrat.“ Zu den letzten Frauen, die in Übersee auftraten, gehörten u. a. Artoria Gibbons und Cindy Ray. Cindy Ray, bürgerlich Bev Nicholas, die auch Miss Technicolor genannt wurde, tourte bis in die späten 1960er Jahre durch Australien und Neuseeland. Astoria Gibbons wurde 1893 als Anna Mae Burlingston in Linwood, Wisconsin, als Tochter von Gunder Huseland, einem norwegischen Einwanderer, der den Namen Frank Burlington verwendete, und Amma Mabel Mason geboren. Sie und ihr Mann, ein Tätowierer, heirateten 1912 in Spokane. Gibbons war die erste tätowierte Dame, die in einer örtlichen Karnevals-Sideshow auftrat. Ihre Tätowierungen, die 80 % ihres Körpers bedeckten, imitierten Gemälde von Raffael und Michelangelo. Artoria Gibbons trat bis Ende der 1980er Jahre auf; nach eigenen Angaben nicht unbedingt wegen des Geldes, sondern aus Liebe zur Performance-Kunst.

## Darstellung in der Kunst

Sektion „Tätowierte Damen“ im MHG, 2020

Der deutsche Expressionist Otto Dix verewigte Maud Arizona 1920 als Suleika auf einem Ölgemälde in der Pose der antiken Venus. Laut der Kunsthistorikerin Eva Karcher „handelt es sich bei Suleika um die tätowierte Dame Maud Arizona“. Dix stellte sie auch in zwei verschiedenen Fassungen in einer Kaltnadelradierung als Maud Arizona; Suleika, das tätowierte Wunder in seiner „Zirkus“-Mappe mit Artisten-Darstellungen von 1922 dar, die mit einer Auflage von 50 Exemplaren im Selbstverlag erschien. Martha Dix schrieb in einem Brief am 31. März 1981, dass sich ihr Mann „für Tätowierungen sehr interessiert hat; er kaufte von solch einem Meister seines Fachs ein Modellbuch mit seinen primitiven Vorlagen ab.“ Der Schausteller, Zirkusringer und Tätowierer Karl Finke fertigte sein Buch No. 9 gegen Ende des Ersten Weltkriegs an.
Gustave Moreau begann 1874 das Bild Salomé tätowiert, das unvollendet blieb. Gottfried Brockmann schuf 1948 ein Bild mit dem Titel Tätowierte Dame, das sich im Bestand des Düsseldorfer Kunstpalasts befindet.

### Rezeption
Eine Sonderausstellung, die unter dem Titel TATTOO-LEGENDEN Christian Warlich auf St. Pauli vom 27. November 2019 bis zum 25. Mai 2020 im Museum für Hamburgische Geschichte gezeigt wurde, beinhaltete auch eine Abteilung „Tätowierte Damen“. Seit November 2020 wird eine digitale Variante bereitgestellt. In der Schau Christian Warlich, Digital Exhibit Pt II stehen einzelne Objekte im Fokus, so auch sechs Plakate zu Tätowierten Damen.
Die Sonderausstellung im Museum August Kestner vom 3. April bis 17. August 2025 zeigt unter dem Thema Tattoo. Antike, die unter die Haut geht  Motive der Tätowierkunst aus vergangenen antiken Gesellschaften. Im Mittelpunkt dieser Ausstellung werden auch tätowierte Damen ab den 1890er Jahren, wie z. B. Nora Hildebrandt näher betrachtet.

## Bühne, Musik und Vergnügungsparks (Auswahl)
Der deutsche Schauspieler und Komiker Wilhelm Bendow spielte um 1921 auf der Wilden Bühne von Trude Hesterberg die Rolle der Magnesia, Die Tetovirte Dame (in dem Bühnenstück Die tätowierte Dame von Kurt Tucholsky und anderen). The Tattooed Lady ist ein neues Musical, das von der Philadelphia Theatre Company 2021 in Auftrag gegeben wurde; geschrieben von Max Vernon und Erin Courtney, Regie und Entwicklung von Ellie Heyman.
Das Thema fand in der Musik mehrfach Verwendung. Die Big-Band Sängerin Paula Kelly (1919–1992) veröffentlichte im Jahr 1938 tattooed Lady zusammen mit dem Al Donahue Orchester; Komposition Marion Sunshine; Text Al Stillman. 1939 erschien Lydia the Tattooed Lady, ein von Yip Harburg und Harold Arlen geschriebener Novelty Song aus dem Spielfilm Die Marx Brothers im Zirkus. Der US-amerikanische Country-Sänger Skeets McDonald nahm 1950 bei Fortune Records die Single The Tattooed Lady auf und 1960 veröffentlichte das Kingston Trio The Tattooed Lady auf dem Album String Along. Im Jahr 1963 besang Chris Howland Lilo, die Tätowierte Dame; Komposition und Text von Harold Arlen, Kurt Schwabach. Auch in der Rockmusik gab es Interpreten, die das Thema aufnahmen. Auf dem Album Tattoo von Rory Gallagher aus dem Jahr 1973 findet sich der Song Tattoo’d Lady. 2014 veröffentlichte die US-amerikanische Blues-Sängerin und Pianistin Marcia Ball The Tattooed Lady & The Alligator Man.
Die Schwedin Froeken Ingeborg trat ab 1909 im Wiener Prater auf. Ihr Körper war mit rund 500 Tätowierungen geschmückt, deren Anfertigung anderthalb Jahre gedauert haben soll. Zu den Tätowierungen gehörten Fahnen, Flaggen, Sterne, Blumen und Früchte, auf ihrer Brust der deutsche Kaiser und der Kronprinz, am Oberschenkel ein von Rosen umgebener Mädchenkopf (als ihr Jugendbildnis) sowie am linken Fuß Christus am Kreuz.